# ホスカルネット
ホスカルネット（Foscarnet）とは、抗ウイルス薬の一つ。ギ酸にリン酸が置換した構造を持つ。サイトメガロウイルス(CMV)感染症の治療に用いられる。商品名はホスカビル、ノーベルファーマ製造販売。

## 効能・効果
1. 後天性免疫不全症候群患者におけるサイトメガロウイルス網膜炎[1]
2. 造血幹細胞移植患者におけるサイトメガロウイルス血症

- 先天性もしくは新生児サイトメガロウイルス感染症は効能・効果ではない
- 感染予防に用いることはできない

海外ではCMVの治療のほか、単純ヘルペスウイルス（HSV-1、HSV-2）の治療に用いられる。また、既治療のHIVの救済療法にも用いられる。

## 作用機序
このホスホン酸の構造はピロリン酸に類似しているので、ヒトのDNA合成酵素を阻害しない濃度で選択的にウイルスのDNAポリメラーゼのピロリン酸結合部位に結合して、ウイルスのDNA合成を阻害する。
アシクロビルやガンシクロビル既治療のHSV、CMVは変異プロテインキナーゼ（チミジンキナーゼやUL97（キナーゼ活性がある））を持っていることがあり、その場合はこれらの抗ウイルス剤に耐性を示す。しかし、ホスカルネットはウイルス性プロテインキナーゼによる活性化が不要であり、アシクロビルやガンシクロビルに耐性のHSV、CMV感染症にも有用である。しかしながら、アシクロビル・ガンシクロビル耐性変異がホスカルネットに耐性を示す場合も見られる。

## 副作用
添付文書に重大な副作用として記載されているものは、ショック、急性腎不全※、心不全＊、心停止＊、血栓性静脈炎※、痙攣発作※、テタニー＊、呼吸抑制＊、麻痺性イレウス＊、失語症＊、痴呆＊、横紋筋融解症、敗血症※である。
※：発現率：1〜10%、＊：1%未満、未記載：頻度不明
そのほか、10%以上に発現する副作用として、貧血、血中ヘモグロビン減少、顆粒球減少、腎機能異常、低マグネシウム血症、低カリウム血症、低カルシウム血症、悪心・嘔吐、知覚異常、頭痛、発熱が挙げられている。